# Flèndit

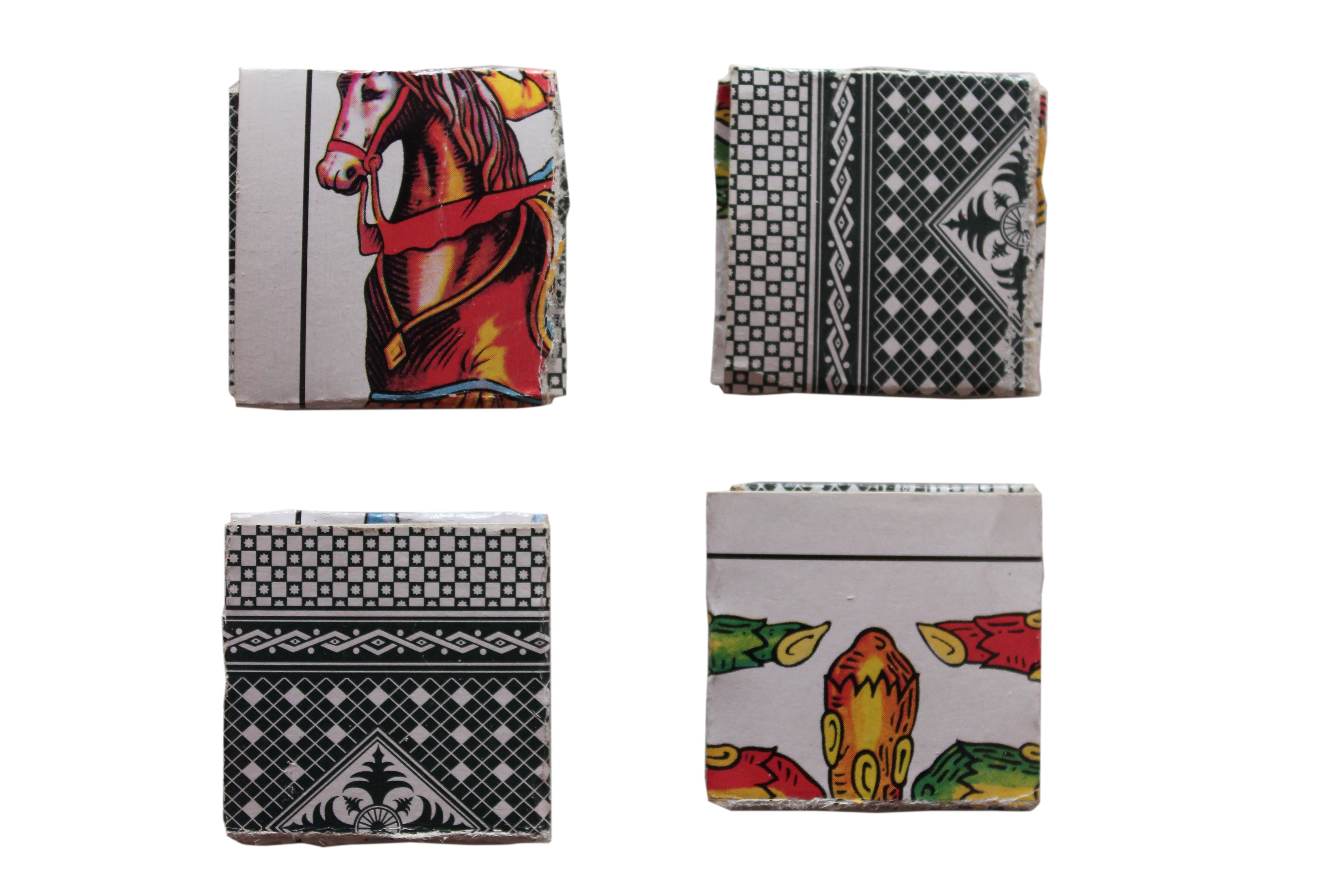
Patacons vistos pel davant i pel darrere

El flèndit, flendi, flendis o fendi és un joc infantil en què poden intervenir diversos contrincants. Hi ha moltes varietats del joc però gairebé totes es basen en una zona marcada (un cercle, un quadrat…), un projectil per a cada participant (una barcanya de pedra, una mitjasola de goma, un taló de goma…) i uns quants patacons per participant. Una de les formes de jugar és que cada participant posa un patacó a la zona marcada (el flèndit) i tots van tirant el seu projectil (segons les normes de cada variant) provant de treure els patacons del flèndit sense que el projectil quedi dins del flèndit. El patacons expulsats del flèndit passen a ser propietat del tirador.

## Terminologia

### Variants
El nom més comú al llarg del domini lingüístic és flendi (Vic, Castelló de la Plana, València, Urgell, Segarra, Vendrell...). Flèndit és la forma comuna a llocs com ara Reus, Tortosa o Rupit. Altres formes són fendi (Altea) o flendis (Morella).

### Termes relacionats
- Mirells.[5]

## La zona marcada

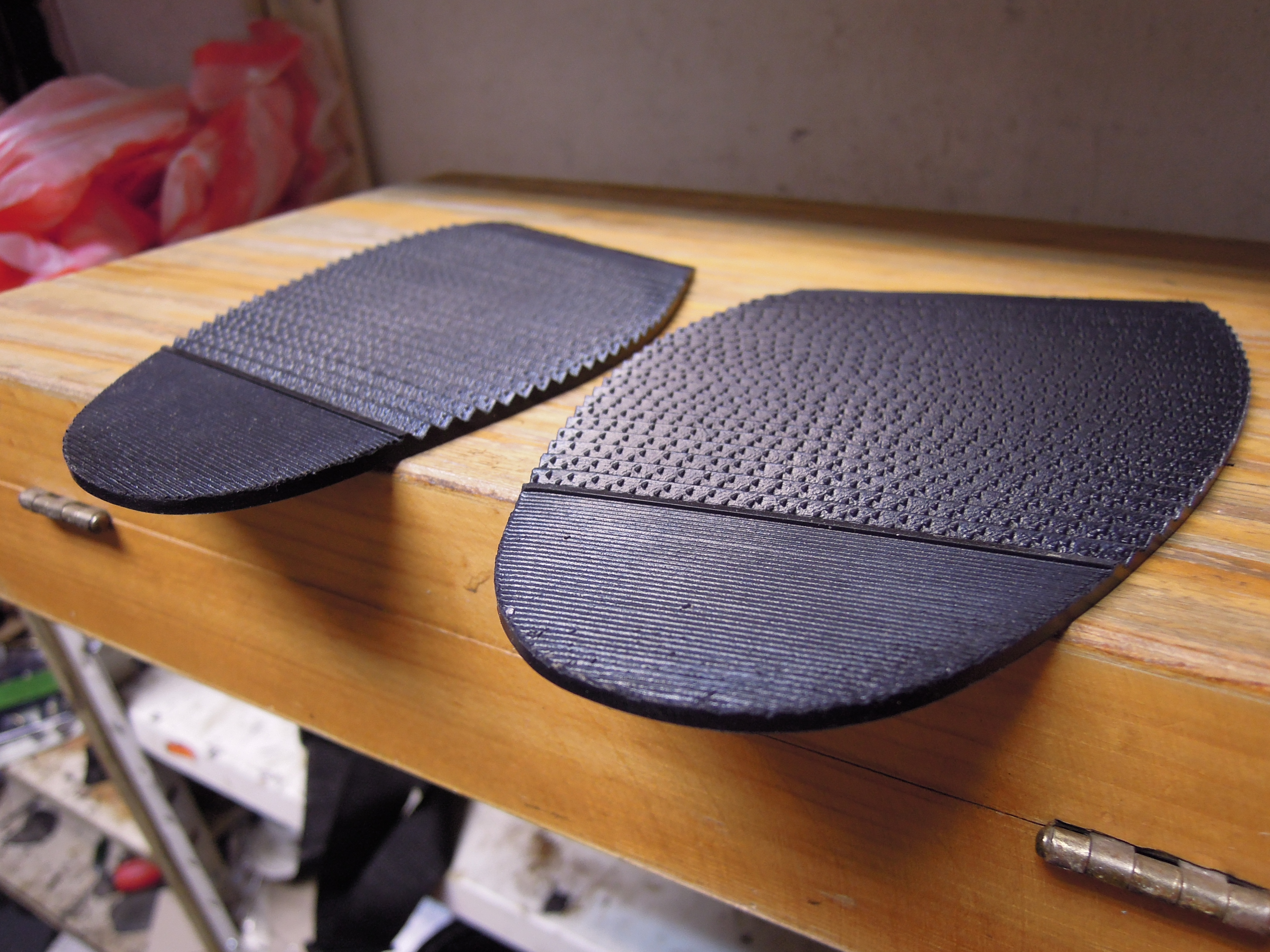
Dues mitges soles de goma.

La zona marcada és el flèndit, paraula que dona nom al joc. El flèndit és una zona màgica definida per un simple traç de guix o una ratlla a terra. El que importa del traç és que marca una zona interior i una altra zona exterior.
- Segons Joan Amades es tracta d'un rectangle d'uns tres pams de llarg per dos pams d'ample. El jugadors tiren des d'uns tres metres.[7]
- El mateix Joan Amades defineix en una altra obra un flèndit quadrat.[8]
- Una variant indica una zona circular.[6]

### La pista
Moltes vegades el flèndit es traça directament sobre el terra i els jugadors tiren al vol. En aquestes variants no cal cap pista. N'hi ha prou amb una petita zona plana i lliure. Altres varietats de joc necessiten una pista plana i llisa que permeti que el projectil llisqui des de la ratlla de sortida fins al flèndit.

## El projectil

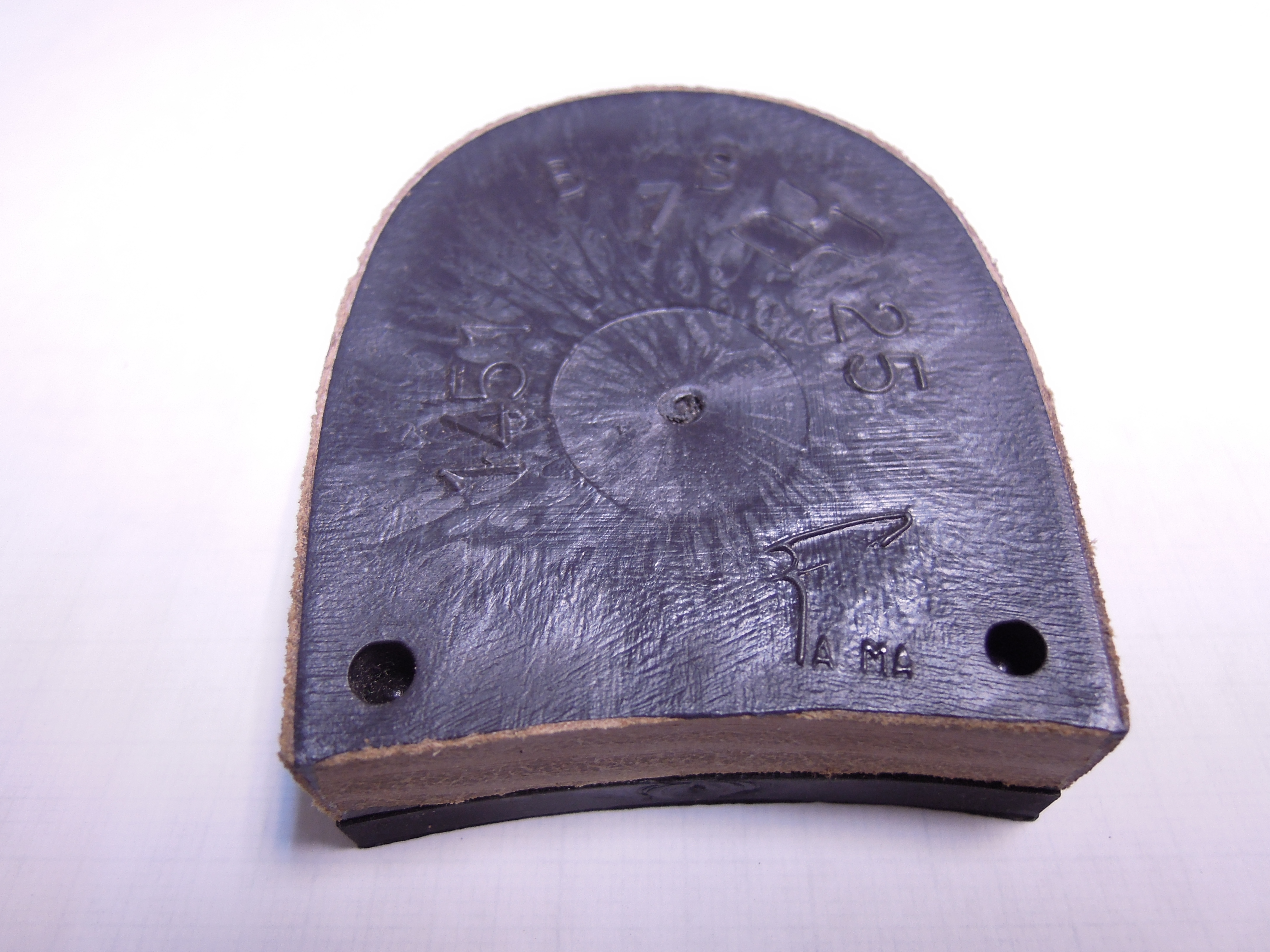
Taló de sabata.

Els projectils per a jugar al flèndit poden ser diversos. Hi ha variants en les quals un patacó fa de projectil. En altres variants el projectil pot ser un palet de riu (un còdol pla), una barcanya de pedra (un palet relativament gros i pla, semblant a un mitja sola), una mitja sola de goma, un taló de goma, un call de ferro, ...

## Els patacons
Els patacons són o, si més no, eren les “monedes” del joc. Unes monedes virtuals que calia arriscar per a guanyar-ne més o perdre. En èpoques d'escassetat i abans dels jocs electrònics els patacons eren propietats molt valuoses per a un infant
- Una forma clàssica de patacó es feia a partir de cartes de la baralla, retallades i plegades de forma especial. Hi havia patacons amb cara i creu (que mostraven en una banda la part acolorida i a l'altra el dors del naip) i patacons amb creu i creu (que mostraven el dibuix del dors d'un naip per les dues bandes).
- Les caixes de llumins, sencers i buides o retallades, eren una altra variant dels patacons.
- També es podien usar faves, nous, bales o xapes.
- Si eren adults els que jugaven podien usar monedes.

## Jocs semblants
- El guiro (Pallars).[9]
- Joc de tella